# Hernán Helman
Hernán Helman (Buenos Aires, 24 de juny de 1980 - Xile, febrer de 2011), més conegut com El Gurucháin, va ser un músic, fotògraf i bloguer argentí.

## Trajectòria
Malgrat que va néixer a la capital de l'Argentina, es va criar i va viure tota la vida a San Isidro, dins de la mateixa província.
El seu gust per la música i pels viatges el va dur a compondre més de sis discos a cappella i a recórrer en bicicleta les 23 províncies del seu país natal, incloent-hi l'extensa ruta 40 patagona. Va fer nombroses xerrades a escoles rurals i parcs nacionals. De nit, dormia en comissaries, quarters de bombers, tendes de campanya o fins i tot al carrer mateix.
A més, va visitar Andalusia, on va treballar de cambrer, i l'Àfrica musulmana.
L'últim viatge conegut va ser de Buenos Aires a Nova York en bicicleta. Va començar el 21 d'octubre de 2010 a l'obelisc de la ciutat d'origen, i va incloure una parada a San Carlos de Bariloche, on va oferir concerts a la discoteca Che Papa uns quants dies.
La darrera publicació del seu blog, de caràcter personal, on feia pública la seva vida i els seus trajectes pel món, va ser el 16 de febrer de 2011.
Va ser vist per última vegada endinsant-se en la mar a la zona de les platges xilenes de Bellavista, a Tomé. Va morir ofegat i les seves restes van ser localitzades dos mesos més tard.